# شیطوان بلیله

شیطوان بلیله

شیطوان بلیله (به عربی: شيطوان بليلة) یک شهرداری در الجزایر است که در استان سیدی بلعباس واقع شده‌است.